# Ксанти (периферийная единица)
Ксанти (греч. Περιφερειακή Ενότητα Ξάνθης) — одна из периферийных единиц Греции.
Является региональным органом местного самоуправления и частью административного деления. По программе Калликратиса с 2011 года входит в периферию Восточная Македония и Фракия . 
Административный центр — город Ксанти.

## Административно-территориальное деление
Периферийная единица Ксанти делится на 4 общины:
- Авдира (2)
- Ксанти (1)
- Мики (3)
- Топирос (4)